# California State University

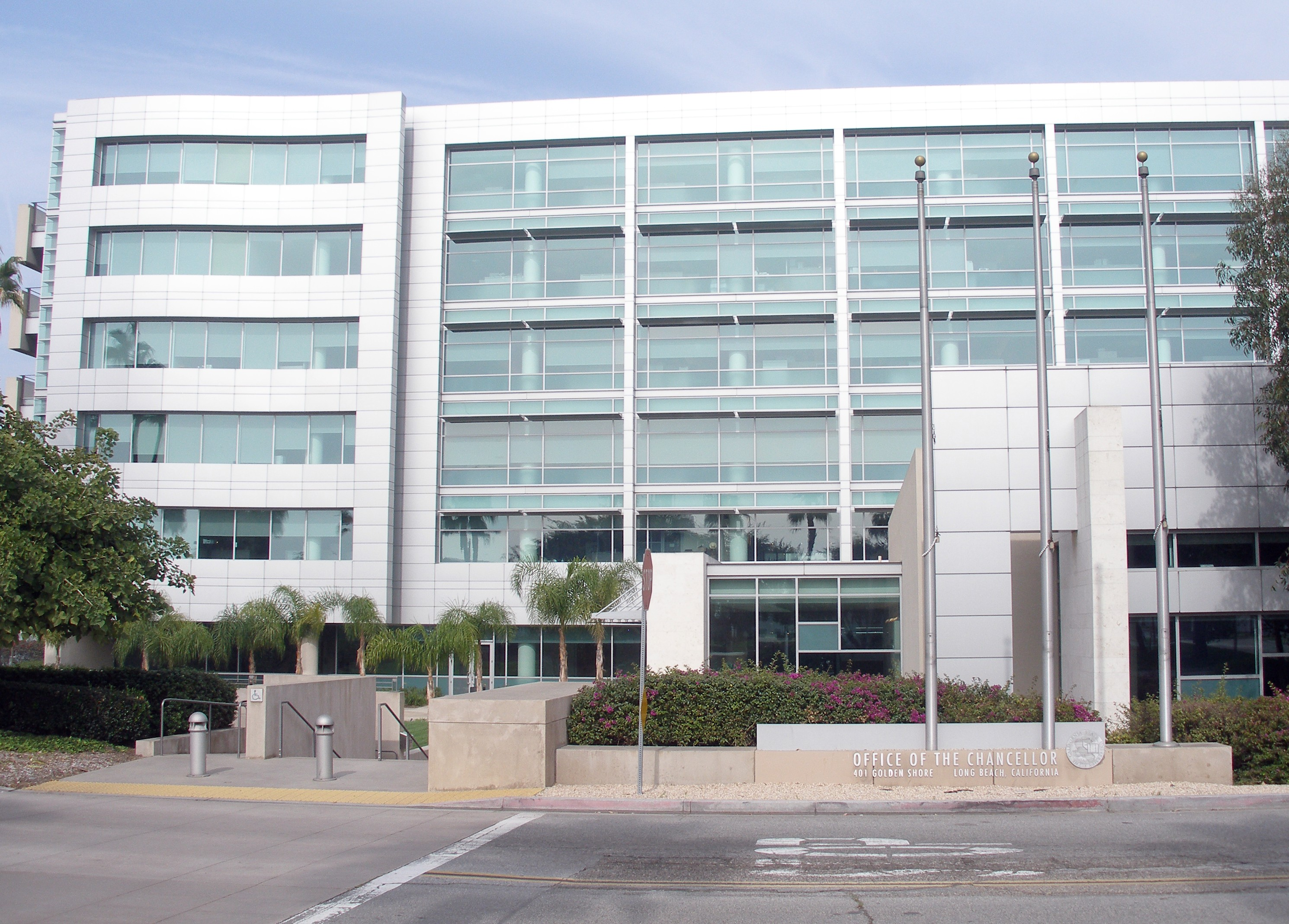
Verwaltungsgebäude in Long Beach

Die California State University (abgekürzt CSU) ist neben der University of California das zweite staatliche Universitätensystem in Kalifornien (offiziell gibt es noch die Community Colleges California als drittes). Im Jahr 1972 (seit 1982 mit heutigem Namen) wurden viele der bis dahin selbstständigen staatlichen Universitäten zum State university system of California zusammengeschlossen.
Ältester Campus ist die San Jose State University (1857), der neueste ist California State University, Channel Islands (2002). Zu dem System gehören heute 23 Campus (siehe: Universitäten in Kalifornien) mit ca. 400.000 Studenten und über 42.000 Mitarbeitern.
Die CSU kooperiert mit der Arabisch-Amerikanischen Universität Dschenin.

## Standorte
| Hochschule                                        | Abkürzung                                  | Ort                        | Gründung | Zahl der Studenten (2005) | Sportteam/Liga                                                           |
| ------------------------------------------------- | ------------------------------------------ | -------------------------- | -------- | ------------------------- | ------------------------------------------------------------------------ |
| San José State University                         | SJSU oder San Jose State                   | San José                   | 1857     | 29.975                    | Spartans (Mountain West Conference)                                      |
| California State University, Chico                | Chico State                                | Chico                      | 1887     | 15.919                    | Wildcats (California Collegiate Athletic Association, NCAA D-II)         |
| San Diego State University                        | SDSU oder San Diego State                  | San Diego                  | 1897     | 32.693                    | Aztecs (Mountain West Conference; Pac-12 Conference ab 2026)             |
| San Francisco State University                    | SF State                                   | San Francisco              | 1899     | 28.950                    | Gators (California Collegiate Athletic Association, NCAA D-II)           |
| California Polytechnic State University           | Cal Poly                                   | San Luis Obispo            | 1901     | 18.475                    | Mustangs (Big West Conference)                                           |
| California State University, Fresno               | Fresno State                               | Fresno                     | 1911     | 20.371                    | Bulldogs (Mountain West Conference; Pac-12 Conference ab 2026)           |
| California State Polytechnic University, Humboldt | Cal Poly Humboldt                          | Arcata                     | 1913     | 7.462                     | Lumberjacks (California Collegiate Athletic Association, NCAA Div. II)   |
| California Maritime Academy                       | Cal Maritime                               | Vallejo                    | 1929     | 860                       | Keelhaulers (California Pacific Conference, NAIA)                        |
| California State Polytechnic University, Pomona   | Cal Poly Pomona                            | Pomona                     | 1938     | 19.885                    | Broncos (California Collegiate Athletic Association, NCAA Div. II)       |
| California State University, Los Angeles          | Cal State LA                               | Los Angeles                | 1947     | 20.034                    | Golden Eagles (California Collegiate Athletic Association, NCAA Div. II) |
| California State University, Sacramento           | Sacramento State                           | Sacramento                 | 1947     | 27.932                    | Hornets (Big Sky Conference)                                             |
| California State University, Long Beach           | Long Beach State oder 'The Beach'          | Long Beach                 | 1949     | 34.547                    | "The Beach", auch "Dirtbags" bei baseball (Big West Conference)          |
| California State University, East Bay             | Ehemals CSU Hayward                        | Hayward                    | 1957     | 12.357                    | Pioneers (California Collegiate Athletic Association, NCAA Div. II)      |
| California State University, Fullerton            | Fullerton State oder Cal State Fullerton   | Fullerton                  | 1957     | 35.040                    | Titans (Big West Conference)                                             |
| California State University, Northridge           | CSUN ("see-sun") oder Cal State Northridge | Northridge                 | 1957     | 33.243                    | Matadors (Big West Conference)                                           |
| California State University, Stanislaus           | Cal State Stanislaus                       | Turlock                    | 1957     | 8.137                     | Warriors (California Collegiate Athletic Association, NCAA Div. II)      |
| California State University, Dominguez Hills      | Cal State Dominguez Hills                  | Carson                     | 1960     | 12.357                    | Toros (California Collegiate Athletic Association, NCAA Div. II)         |
| Sonoma State University                           | SSU                                        | Rohnert Park               | 1960     | 7.749                     | Seawolves (California Collegiate Athletic Association, NCAA Div. II)     |
| California State University, San Bernardino       | Cal State San Bernardino                   | San Bernardino             | 1965     | 16.431                    | Coyotes (California Collegiate Athletic Association, NCAA Div. II)       |
| California State University, Bakersfield          | Cal State Bakersfield                      | Bakersfield                | 1965     | 7.549                     | Roadrunners (Western Athletic Conference)                                |
| California State University, San Marcos           | Cal State San Marcos                       | San Marcos                 | 1988     | 7.502                     | Cougars                                                                  |
| California State University, Monterey Bay         | CSUMB                                      | Seaside (ehemals Fort Ord) | 1994     | 3.773                     | Otters (California Collegiate Athletic Association, NCAA Div. II)        |
| California State University, Channel Islands      | CSUCI, "Sushi" ausgesprochen               | Camarillo                  | 2002     | 2.575                     | Dolphins                                                                 |